# Leucanthemum visianii
Leucanthemum visianii là một loài thực vật có hoa trong họ Cúc. Loài này được (Gjurašin) Vogt & Greuter mô tả khoa học đầu tiên năm 2003.